# İsmail Yüksek
İsmail Yüksek (İznik, Bursa, Turkije, 26 januari 1999) is een Turkse voetballer die doorgaans als defensieve middenvelder speelt. In 2022 debuteerde hij voor het Turks voetbalelftal.

## Clubcarrière
İsmail Yüksek begon zijn carrière bij Bursaspor. Na meerdere clubs in Bursa te hebben bewandeld, tekende hij zijn eerste seniorencontract bij Gölcükspor. Na twee jaren daar te hebben gespeeld, werd Yüksek overgenomen door de Turkse grootmacht Fenerbahçe, dat hem respectievelijk verhuurde aan Balıkesirspor, Adana Demirspor en zijn jeugdclub Bursaspor.

## Interlandcarrière
Yüksek maakte zijn debuut tegen de UEFA Nations League-wedstrijd tegen Luxemburg op 22 september 2022, waarin hij ook scoorde. Yüksek werd opgenomen in de selectie voor het EK 2024. Hij speelde mee in de groepswedstrijden tegen Portugal en Tsjechië en tegen Oostenrijk in de achtste finales.

## Erelijst
| Competitie          |            |            |
| Competitie          | Aantal     | Jaren      |
| Fenerbahçe          | Fenerbahçe | Fenerbahçe |
| ------------------- | ---------- | ---------- |
| Turkse voetbalbeker | 1x         | 2022/23    |

1 Eğribayat ·
4 Söyüncü ·
5 Yüksek ·
6 Djiku ·
8 Yandaş ·
9 Džeko  ·
10 Tadić ·
13 Fred ·
16 Müldür ·
17 Kahveci ·
18 Kostić ·
19 En-Nesyri ·
21 Osayi-Samuel ·
22 Mercan ·
23 Tosun ·
24 Oosterwolde ·
33 Carlos ·
34 Amrabat ·
37 Škriniar ·
40 Livaković ·
50 Becão ·
53 Szymański ·
54 Çetin ·
70 Aydın ·
77 Mimović ·
94 Talisca ·
95 Akçiçek ·
97 Saint-Maximin ·
Coach: Mourinho
1 Günok ·
2 Çelik ·
3 Demiral ·
4 Akaydın ·
5 Yokuşlu ·
6 Kökçü ·
7 Aktürkoğlu ·
8 Güler ·
9 Tosun ·
10 Çalhanoğlu  ·
11 Yazıcı ·
12 Bayındır ·
13 Kaplan ·
14 Bardakcı ·
15 Özcan ·
16 Yüksek ·
17 Kahveci ·
18 Müldür ·
19 Yıldız ·
20 Kadıoğlu ·
21 Yılmaz ·
22 Ayhan ·
23 Çakır ·
24 Kılıçsoy ·
25 Akgün ·
26 Yıldırım ·
Coach: Montella